# کایل دین مسی
کایل دین مسی (انگلیسی: Kyle Dean Massey؛ زادهٔ ۱۷ نوامبر ۱۹۸۱) هنرپیشه و خواننده اهل ایالات متحده آمریکا است. وی از سال ۲۰۰۶ میلادی تاکنون مشغول فعالیت بوده‌است. او با بازی در موزیکال‌هایی مانند شرور در تئاتر برادوی شناخته شده‌است. او در مجموعهٔ تلویزیونی موزیکال/درام نشویل از شبکهٔ ای‌بی‌سی نقش کوین بیکز را بازی می‌کند.

## تحصیلات
او مدرک کارشناسی هنرهای زیبا را در سال ۲۰۰۴ از دانشگاه ایالتی میزوری دریافت کرد.

## زندگی شخصی
مسی در جونزبرو، آرکانزاس بزرگ شد. پدر او یک حسابدار و مادرش معلّم است. او همجنسگرا است و با بازیگر تیلر فری در ۱ اکتبر ۲۰۱۶ ازدواج کرده‌است. او از حامیان پروژه بهتر می‌شود است.